# خلية هامبورغ

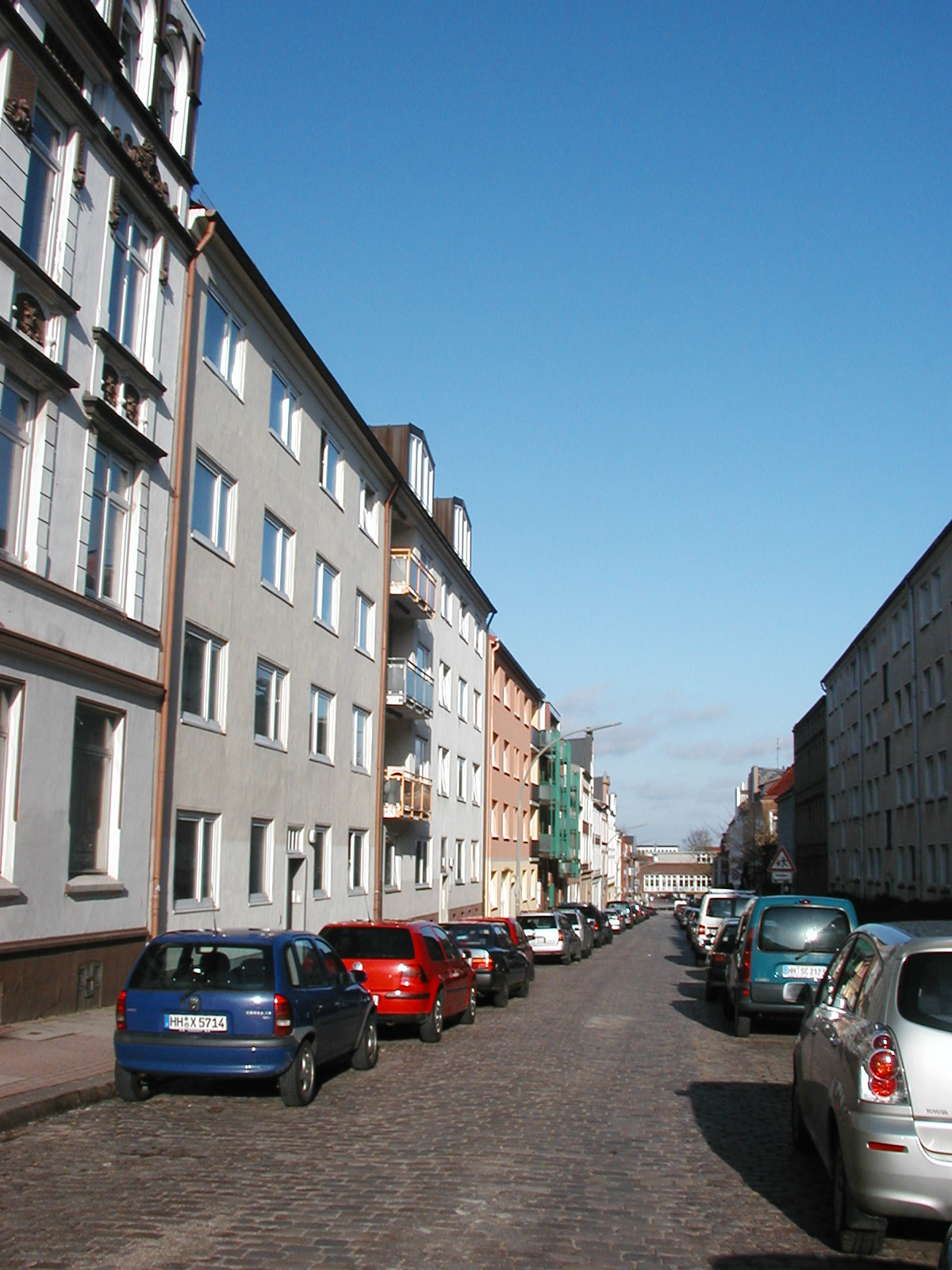
المبنى 54 الذي عاش فيه محمد عطا بين أعوام 1998-2001

خلية هامبورغ (بالألمانية: Hamburger Zelle) هي مجموعة من الإسلاميين الراديكاليين كان مقرهم في هامبورغ الألمانية ، حيث كانت المطاف الأخير قبل تنفيذ هجمات 11 سبتمبر وتألفت من محمد عطا الذي قاد فريق اختطاف الخطوط الجوية الأمريكية رحلة 11 وكذلك رمزي بن الشيبة، الذي تآمر مع الأعضاء الثلاثة الآخرين لكن لم يتمكن من دخول الولايات المتحدة، ومروان الشحي الذي قاد طائرة يونايتد ايرلاينز الرحلة 175 وكذلك ضمت سعيد بحاجي وزكريا الصبار ومنير المتصدق، وعبد الغني مزودي. وكذلك زياد جراح الذي قاد طائرة يونايتد ايرلاينز الرحلة رقم 93.

## الخلفية
في بداية شهر نوفمبر من عام 1998، مروان الشحي، رمزي بن الشيبة ومحمد عطا بالانتقال إلى شقة تتكون من ثلاث غرف نوم لدراسة هجومهم الإرهابي.
ومن هنا بدأت خلية هامبورغ